# 韦斯特沃尔德
韦斯特沃尔德（荷兰语：Westerwolde，荷蘭語發音：[ˌʋɛstərˈʋɔldə]）是荷兰东北部格罗宁根省的一个市镇。 
该市镇是由前市镇贝灵韦德和弗拉赫特韦德于2018年1月1日合并而成。市政当局继续使用Sellingen和Wedde两个市政厅。